# Variations on "America" (Ives)
Variations on "America", soms ook alleen "America" genoemd, is een compositie van Charles Ives. Het is eigenlijk een arrangement van My Country, 'Tis of Thee van Samuel Francis Smith.
Ives was nog in opleiding maar speelde al wel op kerkorgels. My Country, 'Tis of Thee was het volkslied van de Verenigde Staten en is gebaseerd op God Save the Queen. Ives was aan het improviseren op de melodie van dit werk, maar had alleen nog maar opleiding genoten van zijn vader. Zijn eerste opzet verraadde al waar de muziek in de toekomst naartoe zou gaan; of heel complex, of heel makkelijk in het gehoor liggend. Hij bouwde in deze variaties bijvoorbeeld een canon in, die qua stemming in drie verschillende toonsoorten stond. Zijn vader vond dat geen goed idee, men zou er alleen maar om lachen. Ook de polonaisevariatie vond geen genade bij zijn vader; te ordinair. De volgorde en hoeveelheid variaties lag lange tijd niet vast en zelfs tijdens de eerste uitvoering was het werk nog niet voltooid.
Ives had de naam moeilijke composities te schrijven en wellicht mede daardoor werd het werk pas in 1949 gepubliceerd; voor organisten blijft het tot het heden toe een plezierig werk om te spelen. Ives speelde het werk zelf als eerste in een Methodisten-kerk in Brewster (New York) in februari 1892; het werk kreeg daarna dus nog aanpassingen.

## Delen
Het werk wordt achter elkaar doorgespeeld maar er zijn wel secties te herkennen:
- introductie
- thema
- variatie 1
- variatie 2
- tussenspel
- variatie 3
- variatie 4
- tussenspel 2
- variatie 5
- coda.

Gedurende zijn leven paste de componist het werk nog aan; de tussenspelen werden er rond 1910 in geplaatst. Toen was de componist over zijn schroom heen; tussenspel 1 staat in twee toonsoorten die tegelijkertijd gespeeld worden (F-majeur en Des-majeur), tussenspel 2 eveneens (As-majeur en F-majeur). Ives kreeg wel het verwijt dat deze muziek te vrolijk werd gebracht, terwijl hijzelf het juist als een serieus werk beschouwde.

## Discografie
- Uitgave Chandos: Iain Quinn (orgel)
- Uitgave Regent: Philip Scriven
- Uitgave BIS Records: Hans-Ola Ericsson
- Uitgave Arts: Arturo Sacchetti
- Uitgave MDG: Käte van Tricht.

Het werk kreeg qua populariteit een zetje in de rug, doordat William Schuman er een orkestbewerking van maakte. Later verscheen er een bewerking voor piano.